# زولت باومغارتنر
زولت باومغارتنر (بالمجرية: Baumgartner Zsolt)‏ هو سائق سيارة سباق مجري، ولد في 1981 في دبرتسن في المجر.

## وصلات خارجية
- زولت باومغارتنر على موقع DriverDB.com (الإنجليزية)

- الموقع الرسمي